# Agnes Pockels

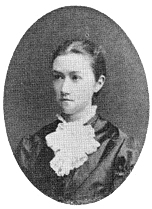
Agnes Pockels

Agnes Pockels (Venetië, 14 februari 1862  - Braunschweig, 21 november 1935) was een Duitse fysische chemica en zus van Friedrich Pockels.

## Leven en werk
Hoewel ze niet had verder gestudeerd en na haar studies aan de Städtischen Oberschule für Mädchen in Braunschweig de huislijke werkzaamheden alsook de verpleging van haar zieke ouders haar hoofdtaken waren, ontdekte ze toch als autodidacte beduidende grondslagen op het vlak van de oppervlakte- en grensvlaktespanning. In 1882 bedacht ze de vandaag nog gebruikte "Schieberinne" voor het onderzoeken van oppervlakken van vloeistoffen.
Daar haar onderzoeksresultaten door Duitse wetenschappers aanvankelijk werden misacht, deelde ze deze in 1891 aan de Engelse fysicus en latere Nobelprijswinnaar John William Strutt mee, die voor de onmiddellijke publicatie ervan zorgde, wat Agnes Pockels en haar onderzoek in Duitsland onmiddellijk bekend maakte.
Op 27 januari 1932 werd aan Agnes Pockels door de Technische Universiteit Braunschweig voor haar baanbrekende onderzoeken op het gebied van oppervlaktechemie als eerste vrouw een eredoctoraat Dr. Ing. h.c.  verleend.
In München-Moosach is de Agnes-Pockels-boog naar haar vernoemd.
In Braunschweig is de Pockelsstraße nabij de huidige Technische Universiteit Braunschweig niet naar Agnes Pockels, maar naar haar broer Wilhelm Pockels vernoemd.
Sinds 1992 reikt de Technische Universiteit Braunschweig de Agnes-Pockels-medaille uit. In het instituut voor chemie van deze universiteit is er ook een Agnes-Pockels-laboratorium voor onderzoekers.